# داگلاس کپلند
داگلاس کُپلند (به انگلیسی: Douglas Coupland) (زادهٔ ۳۰ دسامبر ۱۹۶۱) نویسنده و هنرمند کانادایی است که بیشتر برای بازتاب زندگی امروزی آمریکایی و رواج اصطلاح «نسل ایکس» شناخته می‌شود.

## زندگی‌نامه
داگلاس کپلند در پایگاه نظامی کانادایی در آلمان زاده شد. خانواده‌اش در اواسط دههٔ ۱۹۶۰ میلادی به کانادا نقل مکان کردند و او در ونکوور بزرگ شد. در ۱۹۸۴ به مدرسه‌ای هنری رفت تا پیکره‌ساز شود اما پس از آن برای تحصیل دانش کسب‌وکار ژاپنی به هاوایی رفت. پس از آنکه برای مدتی کوتاه در شرکتی در ژاپن به کارآموزی پرداخت، به کانادا بازگشت و به نوشتن برای مجله‌ای در تورنتو پرداخت.
کپلند نخستین رمانش «نسل ایکس: داستان‌هایی برای نسلی شتاب‌یافته» را در ۱۹۹۱ میلادی منتشر کرد که با استقبال بالایی مواجه گردید و عنوان آن برای آمریکایی‌هایی که در دهه‌های ۱۹۶۰ و ۱۹۷۰ میلادی به‌دنیا آمده بودند بکار رفت. رمان دوم او «سیاره شامپو» در ۱۹۹۲ منتشر گردید. از آثار دیگر او می‌توان به رمان‌های «میکروسرف‌ها» (۱۹۹۵)، «خانم وایومینگ» (۱۹۹۹)، «سلام نستراداموس!»(۲۰۰۳)، «جی‌پاد» (۲۰۰۶) و مجموعه داستان کوتاه «زندگی پس از خدا» (۱۹۹۴) اشاره کرد.

## نگارخانه

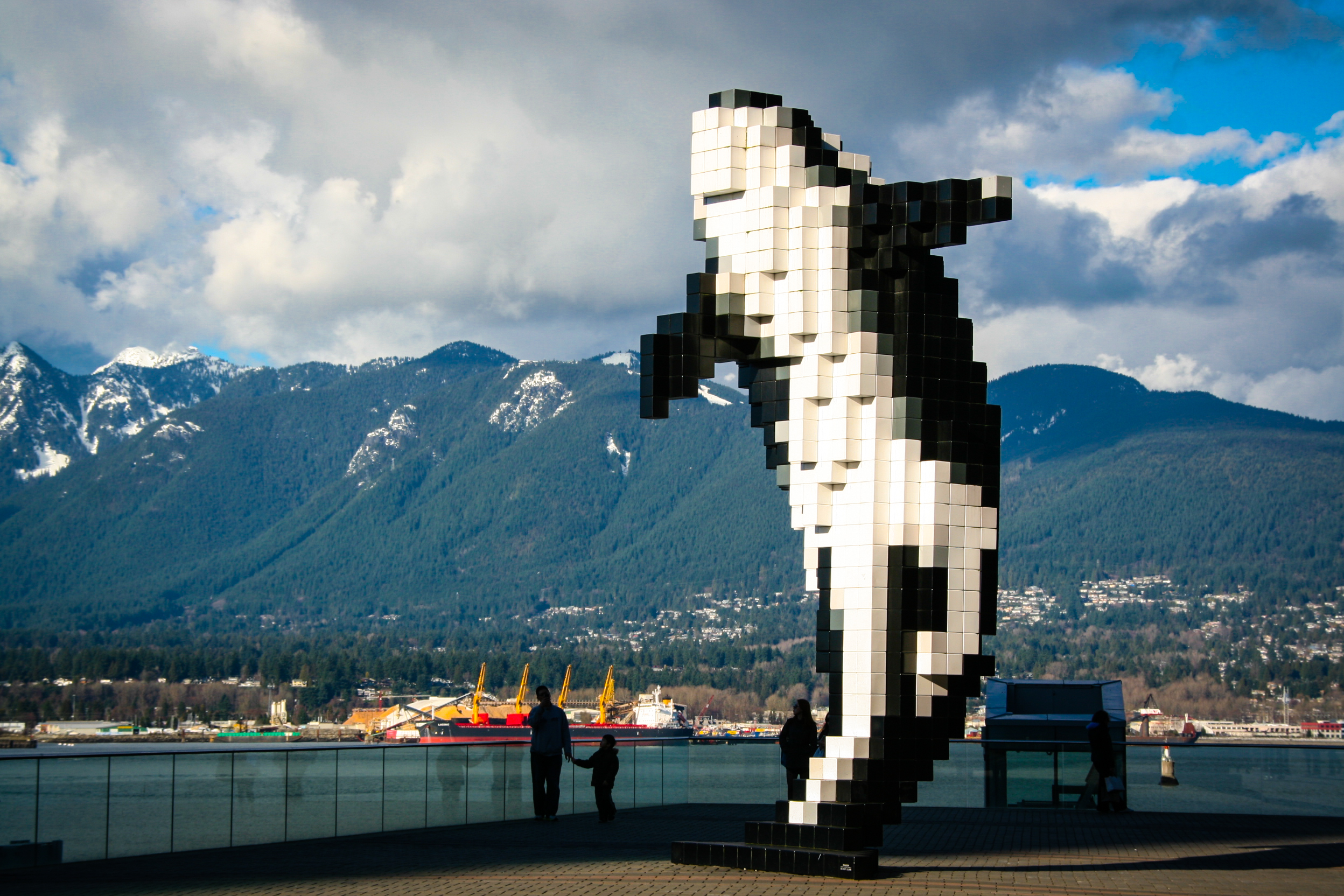
«نهنگ قاتل دیجیتالی» اثر کپلند در کانادا